# IDID
IDID (아이딧)은 스타쉽 엔터테인먼트의 서바이벌 프로그램 Debut's Plan을 통해 결성된 대한민국의 보이 그룹으로, CRAVITY 이후 5년 만에 결성된 첫 보이 그룹이다. 그룹은 장용훈, 김민재, 박원빈, 추유찬, 박성현, 백준혁, 정세민 7명으로 구성되어 있다. 전 멤버 박준환은 2025년 6월에 탈퇴했다. 2025년 8월에 데뷔할 예정이다.

## 이름
그룹명 'IDID'는 Debut's Plan 마지막 생방송에서 소개된 "해내겠다는 의지"와 "해냈다"라고 말할 수 있는 것에서 유래했다.

## 경력

### 2024–2025: Debut's Plan을 통한 결성
Idid는 2025년 3월 14일부터 5월 4일까지 방영된 스타쉽 엔터테인먼트의 리얼리티 경연 시리즈 Debut's Plan을 통해 결성되었다. 이 프로그램은 33명의 스타쉽 엔터테인먼트 연습생들이 CRAVITY 이후 가장 새로운 보이 그룹으로 데뷔하기 위해 경쟁했다. 33명의 연습생 중 상위 7명만이 최종 라인업에 들 예정이었다. 모든 데뷔 멤버는 2025년 5월 4일 생방송된 피날레 에피소드에서 발표되었으며, 8번째 멤버가 그룹에 추가되었다.

### 2025–현재: 프리 데뷔, 박준환의 탈퇴
Idid는 2025년 5월 15일 엠카운트다운에서 8인조 팀으로 Debut's Plan 이후 첫 무대에 올랐다. 그들은 Debut's Plan의 오리지널 곡 중 하나인 "Blooming Crown"을 불렀다. 그룹은 8명의 멤버로 그 주 내내 더 많은 한국 음악 프로그램에 출연하며 뮤직뱅크, 쇼! 음악중심 및 SBS 인기가요를 방문했다. 8인조 활동 후, 스타쉽 엔터테인먼트는 박준환이 이전 사생활 논란으로 인한 정신적 고통으로 인해 2025년 6월 2일 공식 데뷔에 앞서 그룹을 탈퇴했다고 발표했다.
2025년 7월 4일, Idid가 캘리포니아 로스앤젤레스의 크립토닷컴 아레나에서 열리는 KCON LA 2025의 2025년 8월 2일 라인업의 일부로 글로벌 데뷔를 할 것이라고 발표되었다.
Idid는 8월에 예정된 공식 데뷔에 앞서 2025년 7월 24일 데뷔 선공개 싱글 'Step It Up'을 발매했다.

## 구성원
- 장용훈
- 김민재
- 박원빈
- 추유찬
- 박성현
- 백준혁
- 정세민

### 이전 구성원
- 박준환

## 음반 목록

### 싱글
| 제목         | 년도 | 최고 차트 순위 | 앨범       |
| 제목         | 년도 | KOR            | 앨범       |
| ------------ | ---- | -------------- | ---------- |
| "Step It Up" | 2025 | —              | Step It Up |

## 비디오그래피

### 기타 비디오
| 제목         | 년도 | 감독 | 참고            | Ref.  |
| ------------ | ---- | ---- | --------------- | ----- |
| "Step It Up" | 2025 | —    | 퍼포먼스 비디오 | [ 5 ] |

## 필모그래피

### 리얼리티 쇼
| 년도 | 제목         | 참고                                  | Ref.  |
| ---- | ------------ | ------------------------------------- | ----- |
| 2025 | Debut's Plan | Idid 멤버를 결정하는 리얼리티 경연 쇼 | [ 1 ] |